# La Comté
La Comté település Franciaországban, Pas-de-Calais megyében. Lakosainak száma 884 fő (2022. január 1.). La Comté Ourton, Magnicourt-en-Comte, Rebreuve-Ranchicourt, Bajus, Beugin, Diéval és Frévillers községekkel határos.

## Népesség
A település népességének változása:
| Lakosok száma | 858  | 897  | 923  | 935  | 915  | 904  | 892  | 882  | 884  |
|               | 2013 | 2015 | 2016 | 2017 | 2018 | 2019 | 2020 | 2021 | 2022 |